# Willian Lanes de Lima
Willian Lanes de Lima o solo Lima (Ribeirão Preto, 10 febbraio 1985) è un ex calciatore brasiliano, di ruolo difensore.

## Palmarès

### Club

#### Competizioni statali
- Campeonato Mineiro: 2

Atlético Mineiro: 2007, 2012

#### Competizioni nazionali
- Campeonato Brasileiro Série B: 1

Atlético Mineiro: 2006